# Шостий день
«Шостий день» (англ. The 6th Day) — американський фантастичний бойовик 2000 року. Дебютний фільм для Террі Крюса.
Дія відбувається в недалекому майбутньому. Життя пілота Адама Гібсона різко змінюється, коли він виявляє, що його помилково замінили на клона. Тепер агенти злочинної корпорації намагаються вбити Адама, щоб приховати помилку.
Арнольд Шварценеггер як виконавець головної ролі отримав гонорар у розмірі $25 млн за роль у фільмі. Фільм отримав успішний старт показів у Північній Америці, проте в підсумку став касовим провалом і отримав змішані відгуки від професійних критиків.

## Сюжет
У недалекому майбутньому клонування домашніх тварин стало буденним, але клонування людини заборонено так званими законами «шостого дня». Адам Гібсон — пілот чартерних авіарейсів, який засуджує клонування в будь-якій формі. Він відмовляється звернутися до послуг компанії «RePet», коли собака його дочки раптово помирає. Прохання дружини про клонування не переконує його.
Адама наймає для приватної екскурсії в гори Майкл Дракер, мільярдер, власник корпорації з клонування Replacement Technologies. Розмова з колегою Генком спонукає Адама піти в клініку «RePet». Там він цікавиться в консультанта чому заборонено клонування людей. Той пояснює, що людський мозок надто складний, до того ж клон буде впевнений, що він справжня людина. Адам вагається і вирішує купити дочці ляльку-робота. Генка та Майкла в той час убиває екстреміст Тріпп, учасник угрупування, що розглядає клонування як протиприродне.
Прийшовши додому, Адам виявляє, що собака живий, а в його будинку живе двійник Адама, якого всі сприймають за справжнього. Несподівано Адама зустрічають агенти Дракера, які повідомляють, що його незаконно клонували. Вони приголомшують Адама та намагаються вбити. Адам тікає, вбиваючи агентів, і звертається до поліції, але його вважають психічно хворим.
Дракер запевняє журналістів, що має наміру домагатися скасування законів «шостого дня». Він і його головний науковець, доктор Гріффін Вейр, створюють клонів загиблих агентів Талії та Вайлі. Адам тікає з поліцейської дільниці і змушений знову вбити Вайлі, а потім відвідує Генка, який не здогадується, що він клонований. Адам приводить Генка до свого дому і збирається вбити клона, але приходять агенти Маршалл і Талія. Тому Адам вдає із себе власного клона.
Коли Генк повертається додому, його знову вбиває Тріпп, якого слідом застрелює Адам. Помираючи, Тріпп зізнається, що він є екстремістом проти клонування, який убив Дракера і мусив убити також Генка як свідка. Проте будь-кого тепер можна клонувати і Тріпп просить добити його, щоб з його мозку не можна було отримати дані про інших екстремістів.
Маршалл і Талія приїжджають туди ж, але Адам тікає на їхньому автомобілі, відстреливши Талії палець, яким користується для ввімкнення автомобіля. Потім Адам використовує палець, щоб проникнути в штаб-квартиру Replacement Technologies. Там він дізнається, що доктор Вейр захопився дослідженням клонування через смертельну хворобу його дружини Кетрін. Він хотів клонувати її, але всі клони помирали за кілька років.
Вейр стикається з Адамом і пояснює йому, що аналізи крові та сітківки, які Адам проходив на роботі, сканували його ДНК і спогади на випадок, якщо його знадобиться клонувати. Вчений розповідає, що Дракера таємно клонували після смерті багато років тому, щоб зберегти контроль над його статками, оскільки клони не мають законних прав. Оскільки Генк назвався Адамом, Вейр помилково клонував його. Вейр дає Адаму запис спогадів Дракера, який доводить, що той клон, і попереджає, що через це родина Адама буде в небезпеці.
Талія та Вінсент вирушають у школу, де вчиться дочка Адама, та викрадають її разом з дружиною. Зіткнувшись віч-на-віч із власним клоном, Адам пояснює йому ситуацію та погоджується віддати запис спогадів у обмін на свою родину. Вейр протистоїть Дракеру, який пояснює, що зумисне скоротив тривалість життя клонів як запобіжний засіб від зради. Дракер убиває Вейра, обіцяючи воскресити його та Кетрін як клонів.
Адам відправляє у місце зустрічі з агентами дистанційно керований вертоліт, а сам з двійником летить у штаб-квартиру Replacement Technologies. Дракер затримує клона, що підтверджується відміткою на його повіці, а справжній Адам проникає в будівлю. Поки оригінальний Адам рятує свою родину, його клон бореться з агентами Дракера. Смертельно поранений Дракер знову клонується, але несправне обладнання створює незріле тіло. Адам і його клон рятуються втечею на гелікоптері разом зі своєю сім'єю, руйнуючи обладнання для клонування. Дракер намагається утекти, але падає крізь скляну підлогу та розбивається.
Клон Адама, як виявилося, не має дефектів. Адам влаштовує йому нове життя в Аргентині як керівника допоміжного офісу його чартерного бізнесу. На прощання клон дарує йому Генкового клонованого кота.

## У ролях
- Арнольд Шварценеггер — Адам Гібсон
- Майкл Рапапорт — Генк Морган
- Тоні Голдвін — Майкл Дракер
- Майкл Рукер — Роберт Маршалл
- Сара Вінтер — Талія Елсворт
- Венді Крюсон — Наталі Гібсон
- Родні Роуленд — Пі Вайлі
- Террі Крюс — Вінсент
- Кен Поуг — оратор
- Роберт Дюваль — доктор Гріффін Вейр
- Колін Каннінгем — Тріпп
- Ванда Кеннон — Кетрін Вейр
- Тейлор Енн Рейд — Клара Гібсон
- Дженніфер Геріс — віртуальна подруга
- Дон МакМанус — продавець RePet
- Стів Бачич — Джонні Фенікс
- Крістофер Лоуфорд — лейтенант поліції
- Марк Брендон — представник RePet
- Еллі Харві — Розі

## Виробництво
Згідно з Арнольдом Шварценеггером в короткометражному вступі на DVD «Майбутнє приходить» (англ. The Future is Coming), події фільму розгортаються в 2015 році.
Назва була змінена з «Шостий день» на «6-й день», щоб уникнути плутанини з містичним трилером «Шосте відчуття» (1999).
Джо Данте спочатку повинен був бути режисером.
Назва фільму натякає на єврейську Книгу Буття, де перша людина Адам був створений на 6-й день.
Крістофер Лоуфорд, який грає поліцейського у фільмі — це свояк Арнольда Шварценеггера.
Кевін Костнер відмовився від головної ролі в цьому фільмі через те, що знімався у цей час в іншому.

## Сприйняття

### Критика
Фільм отримав змішані відгуки. Rotten Tomatoes повідомляє, що 41 % з 115 опитаних критиків і 32 % пересічних глядачів дали фільму позитивний відгук, середня оцінка склала 5.9/10.
Ніл Сміт із BBC зазначав, що хоча «футуристичний трилер про клонування має на меті відтворити сповнений тестостероном хаос таких класичних творів Арні, як „Хижак“ і „Коммандос“» і його «дія відбувається у тривожно правдоподібному світі», фільм не виправдовує очікувань і швидко стає пересічним науково-фантастичним бойовиком з очевидним сюжетним поворотом.
Як писав Елвіс Мітчелл у «Нью-Йорк таймс», цікаво побачити Шварцнеггера в більш цивільній ролі, як персонажа, що застарів у світі майбутнього. Та його клон-двійник не розкриває додатково особистість Адама Гібсона яким-небудь чином. Разом із тим «Шостий день» привертає увагу іншим — спробою дати відповідь на питання «що станеться з Арнольдом Шварценеггером у найближчому майбутньому?».

### Нагороди
При цьому фільм був номінований на вісім нагород. У 2001 році фільм номінований на премію «Сатурн» в чотирьох різних категоріях: «Найкращий науково-фантастичний фільм», «Найкращий актор» (Арнольд Шварценеггер), «Найкращий грим» і «Найкращі спеціальні ефекти», але не отримав жодної нагороди.
Арнольд Шварценеггер також отримав три номінації на «Золоту малину» в 2001 році в категоріях «Найгірший актор» (за виконання ролі Адама Гібсона), «Найгірша екранна пара» (за виконання ролей Адама Гібсона і його клона) і «Найгірший актор другого плану» (за виконання ролі клона Адама Гібсона).
Касові збори в Північній Америці склали $34 млн, а по світу $96 млн (за даними журналу «Вараєті» $116 млн).